# Rafał Roskowiński
Rafał Władysław Roskowiński (ur. 25 listopada 1966 w Radomiu) – polski artysta, doktor sztuk pięknych, malarz muralista, założyciel Gdańskiej Szkoły Muralu.

## Życiorys
W latach 1985–1990 studiował na Wydziale Malarstwa i Grafiki Państwowej Wyższej Szkoły Sztuk Plastycznych w Gdańsku (obecna Akademia Sztuk Pięknych w Gdańsku). Dyplom uzyskał w pracowni prof. Jerzego Zabłockiego.
Po ukończeniu studiów, w latach 1990–1992, pracował na stanowisku asystenta w pracowniach malarskich na Wydziale Malarstwa i Grafiki oraz Wzornictwa i Architektury Wnętrz Państwowej Wyższej Szkoły Sztuk Plastycznych w Gdańsku.
Od 1992 roku był zaangażowany w artystyczną działalność Fundacji Sfinks w Sopocie. W 1993 zdobył trzecią nagrodę na Międzynarodowej Wystawie Pejzażu w Akwareli, która odbyła się w Rzymie. W 1994 jako rezydent Nadbałtyckiego Centrum Kultury w Gdańsku rozpoczął realizację malowideł ściennych na murach Stoczni Gdańskiej. W 1995 powołał do życia Pracownię Murales i z grupą artystów malował kolejne murale w Gdańsku. Tak w 1996 powstało 16 murali na filarach Węzła Kliniczna.

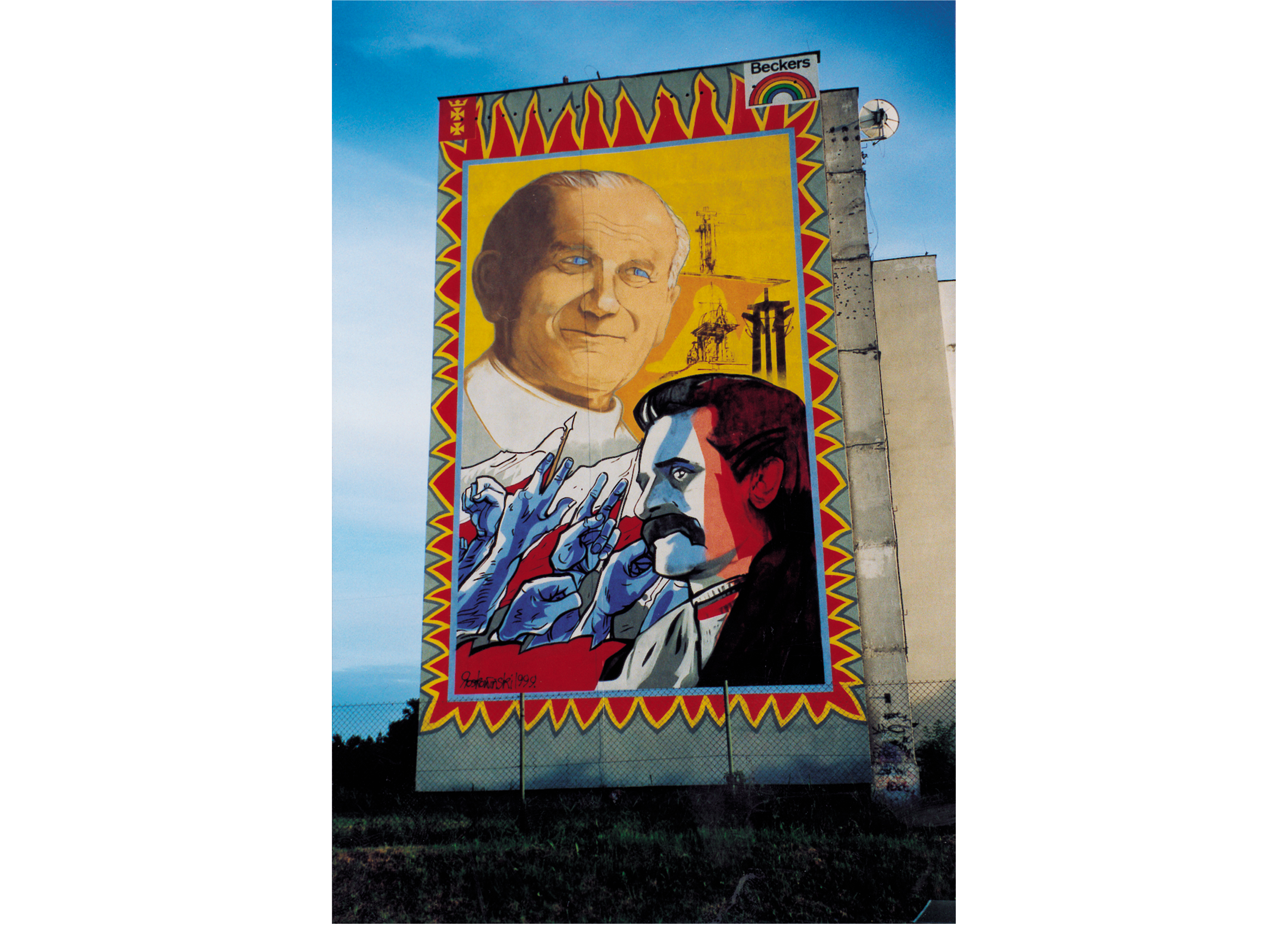
„Papież i Wałęsa” – mural na Gdańskiej Zaspie, 1999 r.

Podczas obchodów 1000-lecia Miasta Gdańsk, w 1997 roku, zorganizował Międzynarodowy Festiwal Malarstwa Monumentalnego, w wyniku którego powstało 10 realizacji malarskich na ścianach budynków mieszkalnych osiedla Zaspa w Gdańsku. Wydarzenie to zapoczątkowało w 2009 roku Festiwal Malarstwa Monumentalnego, która dziś liczy 70 malowideł ściennych mierzących od 150 do 400 m².
Kolejne realizacje to 1998 rok, w którym powstały: mural na budynku Hotelu Ikar na warszawskim Ursynowie oraz mural na budynku będącym siedzibą firmy Jard Press przy ulicy Karolkowej w Warszawie. W 1999 powstał mural „Papież i Wałęsa” na osiedlu Zaspa w Gdańsku. W 2000 zrealizował mural upamiętniający Bitwę Warszawską w Radzyminie pod Warszawą.
Rok 2006 był czasem, w którym namalował kolejny mural – powstańczy w Muzeum Powstania Warszawskiego. W 2009 roku wygrał ogólnopolski konkurs Graffiti '44 na projekt i realizację muralu o tematyce powstańczej na murze stadionu Polonii Warszawa. Wtedy też zaprojektował baner z okazji 20. rocznicy upadku komunizmu w Europie, który zawisł na gdańskim Zieleniaku.
W 2009 roku stworzył ogólnopolską kampanię outdoorową na 70. rocznicę wybuchu II wojny światowej, której plakaty zawisły na warszawskim Pałacu Kultury i Nauki.
W międzyczasie, w 2008 roku, narysował komiks o bitwie pod Wizną, który stał się integralną częścią teledysku do utworu „40:1” szwedzkiego zespołu Sabaton. U schyłku 2009 roku komiks pt. „Przebudzenie” znalazł się w trzeciej edycji antologii komiksu wydawanego przez Muzeum Powstania Warszawskiego.
W tym samym roku wraz z biurem Europejska Stolica Kultury Gdańsk 2016 był założycielem i pomysłodawcą Gdańskiej Szkoły Muralu. Jej celem było przywrócenie muralowi jego pierwotnej funkcji i wypracowanie jednolitego stylu. W ramach Gdańskiej Szkoły Muralu, w 2010 roku, z jego inicjatywy zostały zrealizowane trzy nowe malowidła wielkoformatowe na gdańskiej Zaspie. W wyniku tych działań w lutym 2011 roku otrzymał nagrodę Splendor Gedanensis w dziedzinie kultury, nadaną przez Prezydenta Miasta Gdańsk za ideę Gdańskiej Szkoły Muralu.
Na zaproszenie Instytutu Polskiego w Bukareszcie namalował w tym samym roku, na jednej z głównych ulic Kiszyniowa, 300-metrowy mural antykomunistyczny pt. „Świat bez sierpa i młota”.
Od 2013 współtworzył kolekcję murali statków w ramach projektu „Port Wrzeszcz” w Gdańsku.
W 2014 na zaproszenie Fundacji Klamra namalował mural pt. „Św. Jerzy” na Rondzie Tybetu w Warszawie. Współtworzył także mural poświęcony pamięci rotmistrza Witolda Pileckiego na warszawskim Ursynowie.
W tym samym roku wykonał mural na 25-lecie zmian demokratycznych w Bukareszcie.
W 2015 namalował 450-metrowy mural podczas festiwalu Narodów Europy i Azji pod Otwartym Niebem w Magnitogorsku w Rosji pt „Kołomyjka” oraz mural w Wojewódzkim Szpitalu Dziecięcym w Królewcu.
W 2016 wspólnie z Emilem Gosiem namalował kontrowersyjny mural w Gdańsku poświęcony pamięci Żołnierzy Niezłomnych jako superbohaterów, następnie mural obrazujący wjazd majora Henryka Dobrzańskiego do Poręby w Porębie, mural poświęcony awiacji II Rzeczypospolitej wspólnie z prof. Jackiem Zdyblem oraz najdłuższy mural na świecie mierzący 750 metrów długości poświęcony 1050 latom Chwały Oręża Polskiego na ogrodzeniu Narodowego Centrum Kryptologii w Legionowie.
Także w 2016 otrzymał stopień doktora sztuk pięknych na Wydziale Artystycznym UMCS w Lublinie za pracę Unia Lubelska – mural.
W 2017 stworzył serię kilku murali historycznych w Łomży pt. „Ku Niepodległej”, mural przy Jednostce Łączności w Zegrzu poświęcony historii Zegrza, mural pokazujący postać Józefa Sowińskiego w bitwie pod Borodino w 1812 oraz mural ku pamięci Żołnierzy AK obwodu Sochaczew – Skowronek w Sochaczewie z inicjatywy ministra Macieja Małeckiego.
2018 zaczyna o namalowania 300-metrowego muralu przedstawiającego „Hołd Szujskich w 1611” w Gostyninie, miejscu gdzie zmarli w niewoli carowie Szujscy. Następnie maluje w 600 setną rocznicę nadania praw miejskich mural upamiętniający to wydarzenie w Łomży. W tym samym mieście powstaje też mural poświęcony Leonowi Kaliwodzie i Halinie Jarnuszkiewiczównie oraz malowidło przedstawiające Józefa Piłsudskiego jako św. Jerzego tratującego symboliczne godła trzech zaborców. Na zlecenie Białostockiej Spółdzielni Mieszkaniowej maluje ponad 300-metrowy obraz z wizerunkiem błogosławionego Michała Sopoćki, patrona Białegostoku.
Z inicjatywy Macieja Małeckiego w Mszczonowie powstaje malowidło poświęcone bitwie pod Mszczonowem we wrześniu 1939. Na zaproszenie Urzędu miejskiego w Legionowie maluje rocznicowy obraz przedstawiający postać Józefa Piłsudskiego wraz z legionistami stojącego na przedstawieniach portretowych cesarzy państw zaborczych na tle koszarów legionowskich. Rok kończy dwoma prywatnymi zamówieniami na mural poświęcony żołnierzom z Westerplatte w Gdańsku oraz kolejny mural na 100 rocznicę odzyskania Niepodległości w Sławnie.
W 2019 r. namalował murale upamiętniające 80. rocznicę wybuchu II Wojny światowej w Łomży i Sochaczewie, mural poświęcony strajkowi włókniarek w 1981 r. w Żyrardowie, mural na 100-lecie niepodległości w Prudniku, na 100-lecie nazwy Legionowa w Legionowie oraz malowidło upamiętniające 2 Pułk Strzelców Podhalańskich w Kuźnicy. Również w tym roku namalował mural z Zenkiem Martyniukiem w Białymstoku wzbudzając wiele kontrowersji.
Rok 2020 zaczyna malowidłem pamięci gen.Augusta Fieldorfa w Żyrardowie oraz kilkoma realizacjami z okazji 100 rocznicy Bitwy Warszawskiej 1920 r. w Łomży, Ząbkach, Legionowie oraz na murze Narodowego Centrum Bezpieczeństwa Cybernetycznego również w Legionowie.Realizuje także malowidła ścienne upamiętniające wywóz polskiej ludności w 1940 r.do Związku Sowieckiego w Jedwabnym oraz niemiecką eksterminację ludności polskiej pochodzenia żydowskiego w Wiżnie.
Rok kończy muralami: na zlecenie Muzeum Wojska Polskiego w Forcie Czerniakowskim w Warszawie oraz przy współpracy z fundacją Urban Forms dla harcerzy ZHR w Łodzi oraz pamięci Katarzyny Sobczak w Tyczynie.
Postanowieniem Prezydenta Rzeczypospolitej Polski z dnia 19 lutego 2020 r. za wybitne zasługi dla niepodległości Rzeczypospolitej Polski został odznaczony Srebrnym Krzyżem Zasługi.

## Nagrody
- Laureat Nagrody Miasta Gdańska w Dziedzinie Kultury „Splendor Gedanensis” (za 2010)[19]